# Cudú gros
El cudú gros (Tragelaphus strepsiceros) és un antílop de bosc que viu a les parts oriental i meridional d'Àfrica. Tot i que ocupen un territori tan ampli, els cudús grossos tenen una població escassa a la majoria d'àrees, a causa de la pèrdua d'hàbitat, la desforestació i la caça.
Els unics depredadors que tenen son el lleó, el lleopard, el guepard, el gos salvatge africà, la hiena tacada i el cocodril.2023